# Dancing on the Moon
Pour plus de détails, voir Fiche technique et Distribution.
Dancing on the moon est un dessin animé dû à Dave Fleischer , sonore, sorti en 1935 qui utilise un procédé de couleur assez primitif (les verts et les oranges ressortent plus que les autres nuances du spectre visible) nommé Cinécolor (Les studios Disney avaient un monopole sur un procédé plus avancé). Il narre les aventures de couples d'animaux embarquant, façon Arche de Noé à bord d'une fusée (d'un réjouissant rétrofuturisme) pour une lune de miel sur la Lune.

## Synopsis
Le « Honeymoon express to the moon » propose aux jeunes mariés (pour le modeste prix de 1 Dollar) une lune de miel ...sur la Lune.
Le vaisseau spatial est piloté par un lion anthropomorphe vêtu d'une rutilante veste d'uniforme et d'une casquette galonnée (mais sans pantalon).
Au son d'une chanson très Jazzy des couples d'animaux (ours , otaries, girafes, bovidés, éléphants, coléoptères, etc.), tous vêtus de costumes de mariage (robe blanche  et couronnes de fleurs d'oranger pour les « dames », smoking et haut de forme pour les « messieurs » embarquent à bord de la fusée qui décolle aussitôt. Un couple de chats, en retard, se retrouve séparé quand l'écoutille se referme sur le marié tandis que sa jeune épouse roule en bas de l'escalier.
La fusée se rue à travers l'espace vers la lune (dont la représentation est un hommage à Méliès), en chemin on voit passer les planètes Vénus (sur laquelle figure la Vénus de Milo), Mars (avec un buste classique d'Arès), Jupiter, « etc ». ainsi que la Voie lactée matérialisée par une file interminable de vaches spatiales que des fermières sont occupées à traire. L'ambiance à bord est décontractée, les animaux flirtent ouvertement sauf l'infortuné chat réduit à faire des réussites aux cartes.
Débarqués sur la lune les animaux dansent (la chorégraphie est empruntée à Busby Berkeley) et s'engagent dans l'« allée de la lune de miel » ou les gestes se font plus tendres et les flirts plus poussés.
Le couple de girafes enlace leurs cous (Le mari commente « Great place for necking! » , le verbe « to neck » étant une expression familière anglo-saxonne correspondant à « caresser », « se peloter » et sa femme lui répond par une réplique osée et célèbre de Mae West « oh mon grand, monte me voir un de ces jours ».
Bien entendu le pauvre chat se morfond pendant ces réjouissances nuptiales un brin osées si on se souvient que le code Hays (1934) vient d'entrer en vigueur.
Retour à bord où les couples d'animaux entonnent une triomphale marche nuptiale et atterrissage sur la rampe de départ.
Un vol de cigognes apporte à chaque couple son bébé nouveau né. La dernière cigogne n'a rien a proposer au couple de chats. La dame chatte se déchaîne alors sur son infortuné époux en lui administrant une dégelée de coups de sac à main.

## La fusée
Une touche de science fiction loufoque agrémente cette parodie de  comédie musicale. 
Le vaisseau spatial (très semblable à ceux vus dans les épisodes cinématographiques contemporains de Flash Gordon avec le nageur olympique Buster Crabbe dans le rôle titre) ressemble à un immense poisson muni de hublots.
Le décollage se fait sur une rampe inclinée, ce qui était caractéristique des premiers films spatiaux (Une femme sur la Lune de Fritz Lang et Le voyage Cosmique film du soviétique Vassily Zouravlev, Circa 1936) Films dont les conseillers scientifiques, très réputés, étaient Herman Oberth et Constantin Tsiolkowski.
La propulsion est assurée par des pulsoréacteurs installés en nacelles (ou pods) extérieurs  comme sur les avions actuels mais un gag sonore leur attribue le halètement et les jets de vapeur des locomotives à vapeur.

## Domaine public
Contrairement à bien des dessins animés de Disney dont le Copyright a été prolongé suite à des actions en justice, ce film est dans le domaine public et peut être visionné et téléchargé légalement.